# Lorain (Ohio)
Pour les articles homonymes, voir Lorain.
Lorain (en anglais [ləˈreɪn]) est une ville située dans l’État de l’Ohio, aux États-Unis. En 2010, elle comptait 64 097 habitants. C’est la plus grande ville du comté de Lorain et la dixième de l’État. À noter que le siège du comté est Elyria.

## Histoire
La ville, fondée en 1807 sous le nom de Charleston, se situe dans la proche banlieue de Cleveland.

## Économie
Un chantier naval de la American Ship Building Company a été en activité à Lorain de 1898 à 1984.

## Culture

### Personnalités liées à la commune
- Toni Morrison, Prix Nobel de littérature en 1993, y est née le 18 février 1931 et y a grandi jusqu'en 1949.

## Source
- (en) Cet article est partiellement ou en totalité issu de l’article de Wikipédia en anglais intitulé « Lorain, Ohio » (voir la liste des auteurs).

1. ↑  « Population and Housing Unit Estimates » (consulté le 30 juin 2019)
2. ↑  Bureau du recensement des États-Unis, « Census of Population and Housing » (consulté le 20 novembre 2013)
3. ↑  « Annual Estimates of the Resident Population: April 1, 2010 to July 1, 2012 » [archive du 19 octobre 2013] (consulté le 20 novembre 2013)